# Eumenogaster affinis
Eumenogaster affinis là một loài bướm đêm thuộc phân họ Arctiinae, họ Erebidae.